# Třída Hunter
Třída Hunter je plánovaná třída fregat australského královského námořnictva vyvíjená v rámci modernizačního programu SEA 5000 na základě britského Typu 26 Global Combat Ship. Ve službě nahradí fregaty třídy Anzac. Dodání první jednotky je plánováno na rok 2031. Původně byla plánována stavba devíti fregat této třídy, ale v roce 2024 byl jejich počet zredukován na šest.

## Pozadí vzniku
Cílem modernizačního programu SEA 5000 je akvizice devíti nových fregat, které ve službě nahradí fregaty třídy Anzac, provozované od roku 1996. Kvůli udržení pracovních míst budou fregaty postaveny domácími loděnicemi ASC (původně Australian Submarine Corporation) v Adelaide (Osborne) a budou vybaveny domácím radarem CEAFAR2 (první generace radaru byla využita při modernizaci třídy Anzac).
Do programu se přihlásilo několik výrobců. Španělská Navantia nabídla derivát svých fregat třídy Álvaro de Bazán (typ F-100) (na stejné platformě přitom vznikly australské torpédoborce třídy Hobart), italská loděnice Fincantieri nabídla variantu protiponorkové verze třídy FREMM, britská loděnice BAE Systems nejnovější britské fregaty typu 26 a francouzská loděnice DCNS nabídla derivát francouzské verze třídy FREMM
V dubnu 2016 australská vláda oznámila, že do nejužšího výběru programu SEA 5000 postoupily loděnice Navantia, Fincantieri a BAE Systems. Dne 29. června 2018 australský premiér Malcolm Turnbull oznámil, že vítězem soutěže je britský Typ 26 Global Combat Ship. Zahájení stavby bylo plánováno na rok 2020. První tři jednotky první skupiny (Batch I) budou pojmenovány Flinders, Hunter a Tasman.
V únoru 2024 místopředseda vlády a ministr obrany Richard Marles oznámil nový plán modernizace námořnictva. Mimo jiné je jeho součástí zdvojnásobení počtu australských bojových plavidel hlavních kategorií, jehož součástí je redukce počtu fregat třídy Hunter z devíti na šest a naopak jejich doplnění novou třídou sedmi až jedenácti víceúčelových fregat.
Dne 21. června 2024 proběhlo první řezání oceli pro prototypovou fregatu Hunter.
Jednotky třídy Hunter:
| Jméno         | Série    | První řezání oceli | Spuštěna | Vstup do služby | Status    |
| ------------- | -------- | ------------------ | -------- | --------------- | --------- |
| HMAS Hunter   | Batch I  | 21. června 2024    |          | 2034 (plán)     | ve stavbě |
| HMAS Flinders | Batch I  |                    |          |                 | objednána |
| HMAS Tasman   | Batch I  |                    |          |                 | objednána |
|               | Batch II |                    |          |                 | plánována |
|               | Batch II |                    |          |                 | plánována |
|               | Batch II |                    |          |                 | plánována |

## Konstrukce
Fregaty budou vybaveny australským radarem CEA Technologies CEAFAR2, bojovým řídícím systémem Saab 9LV, integrovaným systémem protivzdušné obrany Aegis, klamnými cíli Nulka, trupovým sonarem Ultra Electronics S2150 a vlečným sonarem s měnitelnou hloubkou ponoru Thales S2087. Plánovanou výzbroj tvoří 127mm kanón Mk 45 Mod 4, dva 20mm hlavňové systémy blízké obrany Phalanx, dva dálkově ovládané zbraňové stanici Typhoon Mk 30-c s jedním 30mm kanónem Mk44 Bushmaster II, vertikální vypouštěcí sila Mk 41 pro řízené střely Standard SM-2 a ESSM, osm protilodních střel NSM, dále 324mm protiponorková torpéda MU90 Impact. Na zádi bude přistávací plocha a hangár pro vrtulník MH-60R Romeo. Rychlost bude cca 27 uzlů a dosah 7000 námořních mil.